# Lesueurigobius
A Lesueurigobius a csontos halak (Osteichthyes) főosztályának a sugarasúszójú halak (Actinopterygii) osztályába, ezen belül a sügéralakúak (Perciformes) rendjébe, a gébfélék (Gobiidae) családjába és a Gobiinae alcsaládjába tartozó nem.

## Rendszerezés
A nembe az alábbi 5 faj tartozik:
- Lesueurigobius friesii (Malm, 1874)
- Lesueurigobius heterofasciatus Maul, 1971
- Lesueurigobius koumansi (Norman, 1935)
- Lesueurigobius sanzi (de Buen, 1918)
- Lesueurigobius suerii (Risso, 1810) - típusfaj